# Fajkürt
Fajkürt (szlovákul Dedinka) község  Szlovákiában, a Nyitrai kerületben, az Érsekújvári járásban. Kis- és Nagyfajkürt a 20. század elején egyesült.

## Fekvése
Érsekújvártól 22 km-re északkeletre fekszik.

## Története
A falu területén már a bronzkorban a velaticei kultúra népének jelentős települése volt, ezt bizonyítják az itt feltárt i. e. 13. századból származó sírok. A mai települést 1227-ben "Kurt" néven említik először. 1290-ben "Faykurth", 1327-ben "Kyurth" néven szerepel.
Első ismert birtokosa a Kürthy család volt. 1311-ben Csák Máté birtoka, halála után a királyé. A 16. századtól a Litassy, Botka és más családoké. 1828-ban 107 házában 686 lakos élt, akik főként mezőgazdasággal foglalkoztak.
Vályi András szerint "FAJKÜRT. S. Gyegyinka. Tót falu Bars Vármegyében, lakosai katolikusok, fekszik Csekéhez három fertály órányira, az Esztergomi ő Érseki Megyében. Határja középszerű, birtokosa Nemes Kürthi Uraság."
Fényes Elek szerint "Fájkürth, tót-magyar falu, Bars vármegyében. Fekszik egy kies és termékeny dombon, a Komárom vmegyei határszéltől egy mértföldnyire 607 kath., 34 evang., 32 ref. lak. Kathol. paroch. templom. Nagy szőlőhegy és legelő. Sok szilvás és gyümölcsös kertek. Derék erdő. Termeszt buzát, kukoriczát, kendert, lóherét s a t. F. u. több közbirtokosok. Ut. posta Érsekujvár."
A trianoni békeszerződésig Bars vármegye Verebélyi járásához tartozott. A háború után a nagybirtokokat Nyugat-Szlovákiából érkezett telepesek között osztották fel. 1938 és 1945 között ismét Magyarország része.
A fajkürti major 1808-ban tűnik fel először, a 19. század közepén Kisfajkürt a neve. Az 1890-es években egyesítették a községgel, de 1945 után újra önálló lett. 1960-ban újra egyesítették Fajkürttel.

## Népessége
| Év:            | 1994. | 2004.   | 2014.    | 2024.    |
| -------------- | ----- | ------- | -------- | -------- |
| Emberek száma: | 889   | 832     | 735      | 632      |
| Eltérés:       |       | -6,41 % | -11,65 % | -14,01 % |

| Év:            | 2023. | 2024.   |
| -------------- | ----- | ------- |
| Emberek száma: | 647   | 632     |
| Eltérés:       |       | -2,31 % |

1880-ban Nagyfajkürtön 346 magyar és 144 szlovák anyanyelvű, Kisfajkürtön 71 szlovák és 51 magyar anyanyelvű élt.
1890-ben Nagyfajkürtön 154 magyar és 1 szlovák anyanyelvű, Kisfajkürtön 477 magyar és 11 szlovák anyanyelvű élt.
1900-ban 690 lakosából 501 magyar és 178 szlovák anyanyelvű volt.
1910-ben 740 lakosából 639 magyar és 92 szlovák anyanyelvű volt.
1921-ben 790 lakosából 137 magyar és 633 csehszlovák volt.
1930-ban 1249 lakosából 89 magyar és 1133 csehszlovák volt.
1941-ben 1124 lakosából 977 magyar és 78 szlovák volt.
1991-ben 880 lakosából 11 magyar és 861 szlovák volt.
2001-ben 869 lakosából 852 szlovák és 12 magyar volt.
2011-ben 769 lakosából 756 szlovák és 7 magyar volt.
2021-ben 677 lakosából 648 (+4) szlovák, 6 (+2) magyar, 7 egyéb és 16 ismeretlen nemzetiségű volt.

## Neves személyek
- Itt hunyt el 1842-ben Foglár Imre Bars vármegyei főszolgabíró, több vármegye táblabírája, utóbb császári királyi kamarás.
- Nagyfajkürtön szolgált Ruscsák Antal (1804-1887) római katolikus plébános, több megye táblabírája.
- Itt szolgált káplánként Sághy Vendel (1810-1890) római katolikus plébános.

## Nevezetességei
- Szűz Mária szent neve tiszteletére szentelt római katolikus temploma 1784-ben épült, későbarokk stílusban.
- Két kastélya a 19. század első felében épült klasszicista stílusban.

## Külső hivatkozások
- Travelatlas.sk
- Községinfó
- Fajkürt Szlovákia térképén
- E-obce.sk